# Pegasus lancifer
Espèce
Statut de conservation UICN

 LC  : Préoccupation mineure
Pegasus lancifer (poisson-papillon sculpté) est un poisson téléostéen cuirassé, aux nageoires pectorales étalées comme des ailes.
Il mesure au maximum 10 cm.
C'est un poisson benthique.
Il a été découvert par Kaup en 1861.